# Жёстоки
Жёстоки — деревня в городском округе Клин Московской области России. Население — 21 чел. (2010). В деревне действует часовня Илии Пророка 1872 года постройки.
Деревня расположена в северо-западной части района, примерно в 20 км к западу от райцентра Клин, среди обширных болот, на безымянном левом притоке реки Раменки, высота центра над уровнем моря — 169 м. Ближайший населённый пункт — Выголь на западном, противоположном берегу реки.
С 1994 по 2006 год деревня входила в состав Шипулинского сельского округа, с 2006 года по 2017 год — в состав сельского поселения Воздвиженское Клинского района.

## Население
| 1852 | 1859 | 1890 | 1899 | 1926 | 2002 | 2006 |
| ---- | ---- | ---- | ---- | ---- | ---- | ---- |
| 189  | ↗190 | ↗289 | ↗359 | ↗380 | ↘14  | ↘8   |
| 2010 |      |      |      |      |      |      |
| ↗21  |      |      |      |      |      |      |